# St. James's Park (stanice metra v Londýně)
St. James's Park je stanice metra v Londýně, otevřená 24. prosince 1868. Stanici navrhl Charles Holden. Stanice má dvě postranní nástupiště. Autobusové spojení zajišťují linky: 11, 24, 148, 211, 507 a noční linky: N2, N11, N44, N52 a N136. Stanice se nachází v přepravní zóně 1 a leží na linkách:
- District a Circle Line mezi stanicemi Victoria a Westminster.

| Rok  | Počet cestujících |
| ---- | ----------------- |
| 2011 | 13,50 mil.        |
| 2012 | 14,26 mil.        |
| 2013 | 14,73 mil.        |
| 2014 | 15,73 mil.        |